# Knut Höhne
Knut Höhne (* 19. November 1949 in Lübeck) ist ein ehemaliger deutscher Säbelfechter. Er wurde zwei Mal deutscher Meister im Säbeleinzel und nahm an den Olympischen Spielen in München teil. Er focht für den SC Rei Koblenz, der später in Königsbacher SC Koblenz umbenannt wurde.

## Erfolge
Höhne gewann 1971 und 1973 die deutschen Meisterschaften im Säbeleinzel. 1972 wurde er Vizemeister, 1975 dritter. An den Olympischen Spielen 1972 in München nahm er im Säbeleinzel und zusammen mit Walter Convents, Volker Duschner, Dieter Wellmann und Paul Wischeidt im Mannschaftswettbewerb teil. Die Mannschaft belegte den geteilten siebten Platz, im Einzel schied er in der dritten von fünf Runden aus.
Er ist verheiratet mit der Florettfechterin Jutta Höhne, die 1976 an den Olympischen Spielen in Montreal teilnahm und ebenfalls die deutsche Meisterschaft gewinnen konnte.